# Vagn J. Brøndegaard
Vagn J. Brøndegaard (ursprungligen Jørgensen), född 24 juli 1919 på bondgården Brøndegaard på Møn i Danmark, död 2 februari 2014 i Nykøbing Falster, var en dansk etnobotaniker och folklivsforskare med fokus på folklig växtanvändning.

## Biografi
Till största delen var han självlärd, men studerade germanistik och botanik i Tyskland i såväl Heidelberg som Rostock. Han var också privatelev hos den tyske etnobotanikern Heinrich Marzell (1885–1970) under några år och han intresserade sig då särskilt för forskning om folkliga växtnamn – Marzells favoritområde. När sovjetiska armén tågade in i Tyskland återvände Brøndegaard hem till Danmark. Han försörjde sig huvudsakligen på att skriva folkbildande artiklar till danska tidningar och tidskrifter om bl.a. etnobotanik, något som hade en stor efterfrågan över tid, samtidigt som han utvecklade materialet och ämnesområdet forskningsmässigt. Som i huvudsak autodidakt och privatlärd stod han utanför universitetsvärlden men med goda kontakter med denna.
Under hela sitt liv fascinerades Brøndegaard av det folkliga vetandet om hur man kunde använda växterna, främst i Danmark, men även resten av Norden, Europa och världen. Utöver mer generella etnobiologiska essäer kan man dela in dessa artiklar i följande huvudteman:
1. växtnamn
2. folkmedicin och medicinalväxter, bl.a. om afrodisiaka, antikonceptionsmedel och abortiva
3. växter i seder och bruk
4. växtfibrer och andra nyttoväxter
5. barnlekar och växter som leksaker.

Brøndegaards verkliga storverk blev tre bokverk om dansk etnobotanik: Folk og flora: dansk etnobotanik 1–4 (1978–1980/ny utgåva 1987), Folk og fauna: dansk etnozoologi 1–3 (1985–1986) och Folk og fæ: dansk husdyr etnologi 1–2 (1992). Det är en omfattande genomgång av den danska litteraturen med gediget underbyggda resonemang, kompletterat med intresseväckande berättande, rörande människors förhållanden till växter och djur. Dessa bokserier är både till omfång, upplägg och kvalitet internationellt enastående. På tyska gav han också 1985 ut boken Ethnobotanik. Pflanzen in Brauchtum, in der Geschichte und Volksmedizin.
Brøndegaard utnämndes till hedersdoktor vid Sveriges lantbruksuniversitet 2005. Två år dessförinnan förvärvade Kungliga Skogs- och Lantbruksakademien (KSLA) hans arbetsbibliotek. Detta utgör idag, med betydande kompletteringar, V. J. Brøndegaards etnobotaniska samling, en särskild avdelning på KSLA:s bibliotek och alla titlarna finns registrerade i Kungliga Bibliotekets databas Libris. Denna boksamling är beskriven och förtecknad i en katalog med texter på såväl svenska som engelska. KSLA har också postumt givit ut en artikelsamling över ett åttiotal av Brøndegaards vetenskapliga uppsatser på danska, varav en tredjedel inte tidigare hade publicerats. I det bokverket ingår också sex inledande artiklar om Brøndegaards forskning och etnobiologi samt en bibliografi över hans publiceringar. Dessutom har KSLA givit ut Brøndegaard y la etnobotánica española  – ett av Brøndegaards opublicerade fältarbeten från 1970-talet av folkliga växtnamn på den andalusiska landsbygden.